# Peter Gresserov
Peter Gresserov (vzdevek Golovin), slovenski baletnik, koreograf in režiser ruskega rodu, * 1. april 1894, Moskva, Rusija, † 9. avgust 1981, Toronto

## Življenje
Leta 1912 je maturiral na moskovski klasični gimnaziji, vmes se je učil baleta pri Olgi Nekrasovi iz Bolšoj teatra in študiral klavir. V času prve svetovne vojne leta 1915 je sodeloval kot oficir na galicijski fronti, kjer je bil dvakrat ranjen in petkrat odlikovan. Leta 1922 je prispel v Ljubljano, kjer se je vpisal na ljubljansko elektrotehnično fakulteto. Od leta 1924 je deloval sprva kot plesalec v ljubljanski Operi, med letoma 1928 in 1946 pa je bil umetniški vodja in koreograf baleta. Vmes je diplomiral na elektrotehnični fakulteti in se leta 1931 poročil s Cirilo Bervar, s katero je imel dva otroka.
Leta 1939 je predstavil odmevni Baletni večer slovenskih skladateljev, sestavljen iz 10 baletnih miniatur.
V Ljubljani je leta 1944 odprl in vodil Operno baletno šolo, bil pa je tudi predavatelj v Operni šoli in na dramskem oddelku glasbene akademije.
Po letu 1946 je bil poslan v Maribor, kjer je mdr. bil ravnatelj tamkajšnje Državne baletne šole, v tamkajšnji operi pa je pripravljal koreografije in režiral predstave.
Leta 1951 se je izselil v Kanado in prenehal z umetniškim delovanjem. Med počitnicami se je pogosto vračal v Slovenijo.

## Delo
Kot koreograf je postavil balete v kar 109 operah in operetah, bil je tudi priznan režiser glasbeno-gledaliških del.
Med obema vojnama je navkljub slabi finančni situaciji ohranil balet v Ljubljani in vzgojil prvo generacijo slovenskih plesalcev in baletnih solistov.
Leta 1938 je spisal glasbo in libreto za opereto Helteja (tudi Smaragdno srce), je soavtor libreta za Svetelovo opero Višnjani in soavtor glasbe za otroško bajko Princeska in zmaj Janka Gregorca.
Svoje spomine na delovanje na Slovenskem je izdal v knjigi Moja ljuba Slovenija (prevajalec Henrik Neubauer).

### Nagrade
1971. leta je bil odlikovan za zasluge za slovenski balet z redom zaslug za ljudstvo s srebrnimi žarki.